# Дарваш, Иван
Ива́н Да́рваш (венг. Darvas Iván, настоящее имя Силард Да́рваш венг. Darvas Szilárd; 14 июня 1925, Бейе, Чехословакия, ныне Словакия — 3 июня 2007, Будапешт, Венгрия) — венгерский актёр театра, кино, телевидения и озвучивания, художник.

## Биография
Родился в Бейе, ныне являющейся частью словацкого городка Торналя. Детство провёл в Праге, где его отец работал журналистом. Рано научился говорить на немецком (ходил в немецкоязычную школу) и русском (его мать Антонина Евдокимовна была русской по национальности) языках, овладел также чешским и английским.
В 1946 году окончил Высшую школу театра и кино в Будапеште. Играл в театрах Мишкольца. В 1949—1956 годах состоял в труппе театра «Мадач» в Будапеште. В 1966—2007 годах — в труппе будапештского театра «Виг» (венг. Vigh).
Дебютировал в кино в 1947 году («Осада Бестерце»). В 1960—1970-е годы выдвинулся в число ведущих актёров венгерского кинематографа.
Во время восстания 1956 года сформировал революционный комитет, чтобы освободить брата из тюрьмы. За это после подавления восстания был приговорён к 22 месяцам тюремного заключения, потерял работу и некоторое время был чернорабочим.
С 1973 года стал известен ещё и как художник-график.
В 1990—1994 годах был депутатом Национального собрания Венгрии, представляя либеральный Альянс свободных демократов.
Был женат на актрисе Клари Тольнаи, на Ирене Моторча и на певице Эржебет Хази.

## Избранная фильмография

### Актёр
- 1947 — Осада Бестерце / Beszterce ostroma
- 1949 — Жаркие поля / Forró mezők — Лаци Лендьель
- 1949 — Парадная венгерка / Díszmagyar — Додо
- 1949 — Женщина отправляется в путь / Egy asszony elindul
- 1952 — Эркель / Erkel — Ференц Лист (в советском прокате «Венгерские мелодии»)
- 1952 — Восстало море / Föltámadott a tenger — Паль Вашвари
- 1954 — Родственники / Rokonok
- 1954 — Лилиомфи / Liliomfi — Лилиомфи
- 1954 — Знак жизни / Életjel — Янчо (в советском прокате «Четырнадцать спасённых жизней»)
- 1955 — Будапештская весна / Budapesti tavasz — Караганов
- 1955 — Палата № 9 / A 9-es kórterem — доктор Шош
- 1956 — Наезд / Gázolás — Андраш Чанади (в советском прокате «Преступление Юдит Бендич»)
- 1956 — Американский дядюшка / Dollárpapa — доктор Енё Секереш
- 1956 — Сказка о 12 очках / Mese a 12 találatról — Геза Фазекаш
- 1957 — Воскресная любовь / Bakaruhában — Шандор (в советском прокате «В солдатском мундире»)
- 1957 — Приключение в Герольштайне / Gerolsteini kaland — Мартин
- 1964 — Новый Гильгамеш / Új Gilgames — Давид (в советском прокате «Наперекор судьбе»)
- 1964 —  / Férjhez menni tilos! — Аллан Браун
- 1964 —  / Miért rosszak a magyar filmek? — Зенесерзё
- 1964 — Да / Igen — Янош Кишш (в советском прокате «История одной любви»)
- 1964 — Золотая голова / Az aranyfej (США—Венгрия)
- 1964 — Что делало Ваше Величество с 3 до 5? / Mit csinált Felséged 3-tól 5-ig? — король Маттьяш
- 1965 — Младший сержант и другие / A tizedes meg a többiek — Эдуард Гальфи
- 1965 — Жаворонок / Pacsirta — Фери Фюзешш (в советском прокате «Любимый деспот»)
- 1965 —  / A tenger csendje — Вернер фон Эбренак (ТВ)
- 1965 — Любить воспрещается / Tilos a szerelem — герцог
- 1965 —  / Denevér — герцог Карневаль (ТВ)
- 1966 — Много верности из ничего / Sok hűség semmiért — Кантор
- 1966 — Венгерский набоб / Egy magyar nábob — Абеллино Карпати
- 1966 — Золтан Карпати / Kárpáthy Zoltán — Абеллино Карпати (в советском прокате «Судьба Золтана Карпати»)
- 1966 — Непрекрасная леди / Un Fair Lady — Хиггинс (ТВ)
- 1966 — Холодные дни (в советском прокате «Облава в январе») / Hideg napok — Тарпатаки
- 1967 — Замёрзшие молнии / Die gefrorenen Blitze — учёный-атомщик (ГДР)
- 1967 — Три ночи любви / Egy szerelem három éjszakája — Больдижар
- 1967 — Вдова и капитан / Az özvegy és a százados — Фери
- 1967 — Этюд о женщинах / Tanulmány a nőkről — Денеш
- 1968 — Ты был пророком, дорогой / Próféta voltál szívem — Габор Сабадош
- 1968 — Парни с площади / Fiúk a térről — Диоген
- 1969 — Наследник / Az örökös — доктор Перьеш
- 1969 — Добро пожаловать, господин майор / Isten hozta, őrnagy úr! — Беселё (озвучивание)
- 1970 — N.N., «ангел смерти» / N.N., a halál angyala — доктор Лоранд
- 1970 — Большой голубой знак / A nagy kék jelzés — Моц
- 1970 — Желание по имени Анада / Touha zvaná Anada — Криштоф
- 1970 — Любовь / Szerelem — Янош
- 1971 — Держись за облака — Янош Перцель (СССР—Венгрия)
- 1971—1993 — Музыкальный телетеатр / Zenés TV színház — судья (сериал)
- 1973 — Окна времени / Az idö ablakai — учёный
- 1973 — Китайский кувшин / Kínai kancsó — Мартинь Ловаг (ТВ)
- 1974 — Семь тонн долларов / Hét tonna dollár — Зима
- 1974 — Легенда Пендрагона / A Pendragon legenda — Earl of Gwynmedrl
- 1974 — Неистовство / Ámokfutás — отец Марии (в советском прокате «Бег одержимых»)
- 1974 — Ад / Pokol - Inferno (ТВ)
- 1974 — Золотой телёнок / Aranyborjú — Остап Бендер (ТВ)
- 1974 —  / Napraforgó — Андор
- 1975 — Виват, Бенёвский / Vivát, Benyovszky! — D'Aquillon (мини-сериал)
- 1975 — Девушка президента / Az Elnökasszony (ТВ)
- 1977 — Господа Глембаи / A Glembay család — Леон Глембаи (ТВ)
- 1979 —  / Az örök Don Juan (ТВ)
- 1980 — Великий ювелир / A nagy ékszerész — Дьярош (ТВ)
- 1980 — Я вижу цветные сны / Színes tintákról álmodom — Рыцарь
- 1981 — Каждая мышь любит сыр / Minden egér szereti a sajtot — Закариас (озвучивание, ТВ)
- 1984 —  / Megbízható úriember — граф (ТВ)
- 1987 — Никто не вернётся назад / Nessuno torna indietro — Хорш (мини-сериал)
- 1988 — Министр / Miniszter — Ференц Лист (ТВ)
- 1989 — На неделе / Hét akasztott (ТВ)
- 1994 — Смерть на мелководье / Halál sekély vízben — Козлов
- 1998 — Парень из фирмы «Морель» / A Morel fiú — Танар (к/м)
- 1999 — Березина, или Последние дни Швейцарии / Beresina oder Die letzten Tage der Schweiz — Режиссёр Веттерли
- 1999 — Якоб-лжец / Jakob the Liar — Хардтлофф
- 1999 — Мария, мать Иисуса / Mary, Mother of Jesus — Сила (ТВ)
- 2000 — Фильм / Film...
- 2002 — Человек-мост / A Hídember — Меттерних
- 2003 — День Святого Ивана / Szent Iván napja — пожилой актёр
- 2003 — Неделя в Пеште и Буде / Egy hét Pesten és Budán — Иван Дрегей
- 2004 —  / Hóesés a Vizivárosban — Надьяпа (ТВ)
- 2005 — Винни-Пух / Micimackó — Eeyore (ТВ)
- 2007 — Ловушка для кошек-2 / Macskafogó 2: A sátán macskája — Боб Полякофф (озвучивание)

## Награды
- 1952 — Премия имени Кошута
- 1955 — Премия имени Кошута
- 1955 — премия имени Мари Ясаи
- 1967 — премия имени Мари Ясаи
- 1969 — Заслуженный артист ВНР
- 1975 — Народный артист ВНР
- 1978 — Премия имени Кошута
- 1980 — Премия имени Кошута
- 1998 — Премия имени Кошута
- 2000 — Актёр венгерской нации